# Tatiana Korchounova
Tatiana Vasiliïevna Korchounova (russe : Татьяна Васильевна Коршунова), née le 6 mars 1956 à Ramenskoïe (RSFS de Russie), est une ancienne kayakiste soviétique. Elle est médaillée d'argent aux Jeux de 1976.

## Carrière
Tatiana Korchounova est médaillée d'argent en K1 500 m en 2 min 3 s 7 lors des Jeux olympiques d'été de 1976 derrière l'Est-allemande Carola Zirzow (2 min 1 s 5) et devant la Hongroise Klára Rajnai (2 min 5 s 1).

## Palmarès

### Jeux olympiques
- médaille d'argent du K1 500 m en 1976 à Montréal,  Canada

### Championnats du monde
- médaille d'argent du K4 500 en 1974 à Mexico,  Mexique
- médaille d'argent du K4 500 en 1979 à Duisbourg,  Allemagne
- médaille de bronze du K1 500 en 1975 à Belgrade,  Yougoslavie
- médaille de bronze du K4 500 en 1977 à Sofia,  Bulgarie